# Guldfeber – stölderna på Kungliga Myntkabinettet
Guldfeber – stölderna på Kungliga Myntkabinettet är en svensk dokumentärserie från 2020. Serien är regisserad av Åsa Blanck. Serien består av tre avsnitt och hade premiär på SVT play den 19 april 2020 och på SVT1 den 21 april 2020. Programmet vann Kristallen 2020 i kategorin årets dokumentärprogram.

## Handling
Serien handlar om kuppen mot det Kungliga Myntkabinettet där en av världens finaste skatter finns. Värdet beräknas till 25 miljarder kronor. Plötsligt upptäcks att mynt för cirka 25 miljoner kronor försvunnit från samlingen. Det tar inte lång tid efter upptäckten innan museets högste chef misstänks för brotten.  Många frågor är obesvarade. Hur många är inblandade i kuppen och under hur lång tid har stölderna pågått?

## Medverkande  (i urval)
- Ian Wiséhn
- Bernt Ahlström
- Björn Tarras Wahlberg
- Eva Ramberg
- Lars O Lagerqvist
- Christina Paldin
- Jan-Åke Törnhage
- Carl von Sydow